# Iharos
Iharos is een plaats (község) en gemeente in het Hongaarse comitaat Somogy. Iharos telt 528 inwoners (2001).